# Eriocaulon nigericum
Eriocaulon nigericum là một loài thực vật có hoa trong họ Eriocaulaceae. Loài này được Meikle mô tả khoa học đầu tiên năm 1950.